# Hanenkam (metselwerk)

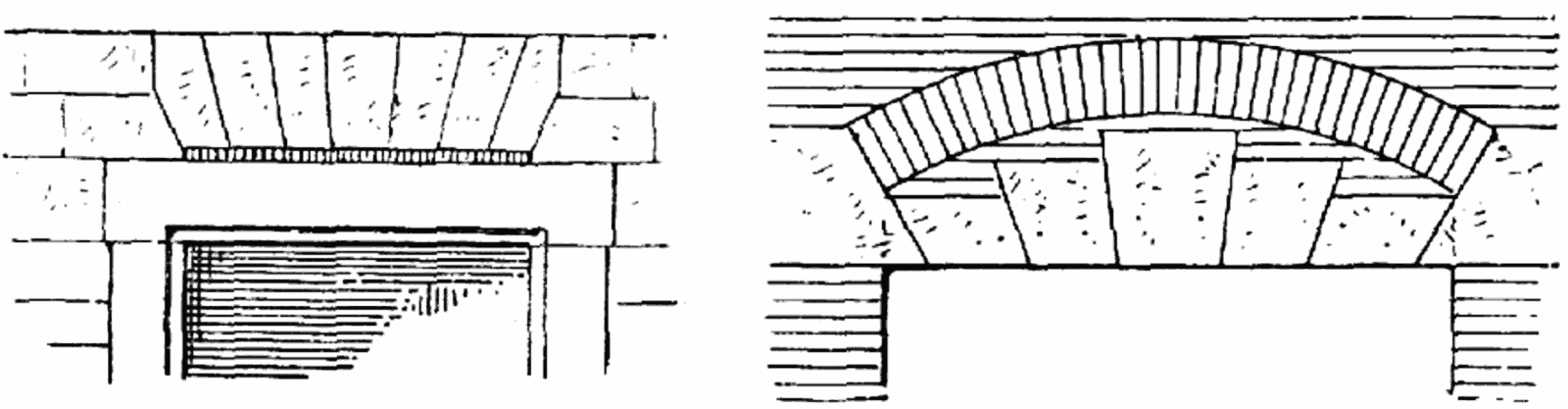
Afbeelding uit de Lexikon der gesamten Technik

Een hanenkam is een bepaald tapsvormig metselwerk dat boven muuropeningen wordt toegepast. De hanenkam vormt een sterkere constructie om het bovenliggende gewicht van de bouwdelen op te nemen dan een rollaag. Karakteristiek kan zijn dat de hanenkam een strek is met bovenaan nog een extra verhoging in het metselwerk. Ook een gewone strek wordt wel een hanenkam genoemd. 
Voegen van de hanenkam zijn gericht op een porringpunt. Dit punt ligt onder het midden van dit metselwerk, ruwweg vanaf de onderzijde van de hanekam op een- à anderhalfmaal de overspanningsafstand. Voor het metselen van een hanenkam wordt een tijdelijke ondersteuningsconstructie toegepast: de formeel.